# Louis Josserand
Étienne Louis Josserand (Lione, 31 gennaio 1868 – La Sauvetat, 8 novembre 1941) è stato un giurista francese, nonché coautore del progetto di codice civile libanese delle obbligazioni e dei contratti. È stato Preside della Facoltà di Legge di Lione.

## Carriera
Josserand ha ricoperto l'incarico di preside onorario della Facoltà di giurisprudenza di Lione dal 1913 al 1935, Consigliere della Corte di Cassazione francese nel 1938 e presidente della Société de législation comparée nel 1938.

## Dottrina
Nei suoi scritti ha vivacemente criticato la nozione di quasi-contratto, ritenendola una forzatura. Ha altresì proposto, insieme al giurista Fausto Pucci un'interpretazione estensiva del divieto di abuso del diritto, ravvisabile in tutte le ipotesi in cui un diritto non venga esercitato in conformità con il suo scopo socialmente rilevante. 
Egli è considerato il principale esponente, assieme a Raymond Saleilles, della c.d. teoria del rischio, considerata uno dei fondamenti del sistema francese della responsabilità civile. La concezione di Josserrand e Saleilles sulla responsabilità per fatto altrui e da cose in custodia è stata poi recepita dal legislatore nel codice civile francese (art. 1384, 1° alinea nel testo originario; attuale art. 242).

## Opere
1. L. Josserand, De l'esprit des droits et de leur relativité: Théorie dite de l'abus des droits, (1905), con prefazione di D. Deroussin, Paris, Dalloz, 2006, 490 pp. (L'abuso dei diritti, trad. it. a cura di L. Tullio, con prefazione di L. Di Nella e G. Perlingieri, Napoli, Edizioni Scientifiche Italiane, 2018, XLVIII + 120 pp.);
2. L. Josserand, Les mobiles dans les actes juridiques du droit privé, (1928), con prefazione di D. Deroussin, Paris, Dalloz, 2006, 450 pp.